# 브래드 퍼맨

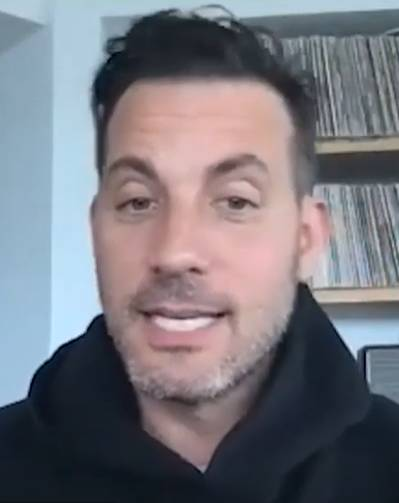

브래드 퍼맨(Brad Furman)은 미국의 여화 및 뮤직 비디오 감독, 프로듀서, 작가이다.

## 참여 작품
- 링컨 차를 타는 변호사
- 히든카드
- 인필트레이터: 잠입자들
- 시티 오브 라이즈